# John Mason Neale

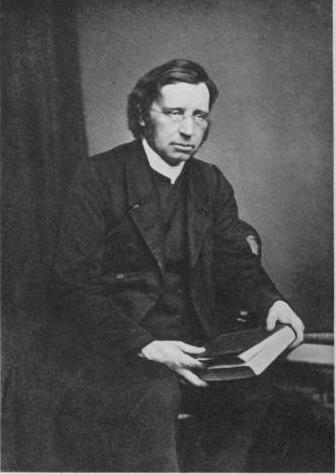
John Mason Neale

John Mason Neale (* 24. Januar 1818 in London; † 6. August 1866) war ein anglikanischer Theologe, Priester, Schriftsteller und Übersetzer von Kirchenliedern.

## Leben
John Mason Neale wurde als Sohn des anglikanischen Geistlichen Cornelius Neale und dessen Frau Susanna, der Tochter des britischen Mediziners John Mason Good geboren. Seine Vornamen wie auch die seines Großvaters beziehen sich auf den puritanischen Geistlichen und Kirchenlieddichter John Mason (1645–1695), von dem Neales Mutter abstammte. Sein Vater starb, als Neale fünf Jahre alt war. Er besuchte das Trinity College in Cambridge und wurde 1842 ordiniert. Man bot ihm eine Pfarrei an, die er jedoch seiner schwachen Gesundheit wegen ausschlagen musste. So wurde er 1846 Vorsteher des Sackville College, einer karitativen Einrichtung in East Grinstead, und arbeitete dort bis zu seinem Lebensende.
Bereits in Cambridge war Neale mit der Oxford-Bewegung in Berührung gekommen und gehörte zu den Mitbegründern der Cambridge Camden Society, die sich später Ecclesiological Society nannte.
Im Frühjahr 1851 lernte Neale bei einer Reise nach Utrecht Johannes van Santen, den niederländischen alt-katholischen Erzbischof von Utrecht kennen. Im Oktober 1854 verbrachte Neale abermals einige Zeit in Utrecht und betrieb Forschungen im erzbischöflichen Archiv., die in sein 1858 veröffentlichtes Buch A History of the So-Called Jansenist Church of Holland einflossen.
Neale half 1854 bei der Gründung der St.-Margareten-Schwesternschaft, eines anglikanischen Frauenordens, der sich der Krankenpflege widmete und bis heute mit dem Mutterhaus in East Grinstead und einer Niederlassung in Sri Lanka besteht.
Neun Jahre zuvor war John Henry Newman, einer der führenden Köpfe der Oxford-Bewegung, zur Römisch-katholischen Kirche konvertiert. Die Anhänger des Anglokatholizismus wurden verdächtigt, Agenten des Vatikans zu sein, die die anglikanische Kirche unterwandern und nach Rom führen sollten. Viele Anglikaner waren misstrauisch gegenüber allem, was katholisch erschien. Dieser Verdacht traf nun auch Neale, weshalb er nach dem Begräbnis einer der Ordensschwestern angegriffen wurde. In England wurde er nicht weiter beachtet, und der Doktortitel wurde ihm vom Trinity College in Hartford (Connecticut) verliehen.
Neale war zeit seines Lebens hochkirchlich gesinnt und erntete deswegen viel Widerspruch, selbst von seinem Bischof, der ihn für insgesamt vierzehn Jahre vom Priesteramt suspendierte. Zeitweilig wurde ihm von Unbekannten sogar mit Steinigung oder dem Niederbrennen seines Hauses gedroht.
Neale übersetzte einige Hymnen ins Englische. Seine Übersetzung O come, O come, Emmanuel des Adventshymnus Veni, veni, Emmanuel wurde 1975 von Otmar Schulz als O komm, o komm, du Morgenstern (EG 19) ins Deutsche übersetzt.

## Werke (Auswahl)
- The Triumphs of the Cross. Tales and Sketches of Christian Heroism, The Juvenile Englishman's Library Volume VI., London, 1845 google.books; zweite, überarbeiteten Auflage 1846 google.books.
- History of the Holy Eastern Church with The Patriarchate of Alexandria and The Patriarchate of Antioch in the appendix. 5 Bände, London, 1850–73. (Die ersten beiden Bände wurden bereits 1847 veröffentlicht.)
  - A History of the Holy Eastern Church (1847)
  - A History of the Holy Eastern Church (1873)
- O come, O come, Emmanuel. In: Mediaeval Hymns and Sequences 1851; 2. Auflage 1863.
- Rhythm of Bernard de Morlaix. 1858.
- Essays on Liturgiology. 1863.
- A short commentary on the Hymnal noted; from ancient sources (1852)
- The Bible, and the Bible only, the religion of protestants, a lecture (1852)
- The ancient liturgies of the Gallican Church: now first collected, with an introductory dissertation, notes, and various readings, together with parallel passages from the Roman, Ambrosian, and Mozarabic rites (1855)
- Mediæval preachers and mediæval preaching (1856)
- A history of the so-called Jansenist church of Holland; with a sketch of its earlier annals, and some account of the Brothers of the common life (1858)
- Voices from the East, documents on the present state and working of the Oriental Church (1859)
- Essays on Liturgiology and Church History (1863)
- mit Richard Frederick Littledale: A commentary on the Psalms (1868); A Commentary on the Psalms: From Primitive and Mediaeval Writers (1874)

## Gedenktag
- evangelisch: 1. Juli im Kalender der Evangelisch-Lutherischen Kirche in Amerika, gemeinsam mit der Übersetzerin von Kirchenliedern Catherine Winkworth, die an einem 1. Juli verstorben ist.[2]
- anglikanisch: 7. August[3]